# أيدان كولينز
أيدان كولينز (بالإنجليزية: Aidan Collins)‏ (18 أكتوبر 1986 بتشيلمسفورد في المملكة المتحدة - ) هو لاعب كرة قدم بريطاني في مركز الدفاع. لعب مع إيبسويتش تاون وستوكبورت كونتي وكامبريدج يونايتد ونادي بوهيميان ونادي شيلبورن وSporting Fingal F.C. ‏ ولونغفورد تاون ‏ ونادي تشيلمسفورد وويكمب وندررز وMonaghan United F.C. ‏ وأثلون تاون ‏.

## وصلات خارجية
- أيدان كولينز على موقع قاعدة بيانات كرة القدم.إي يو (الإنجليزية)
- أيدان كولينز على موقع Soccerbase.com (لاعب) (الإنجليزية)